# Edmon Vallès i Perdrix
Edmon Vallès i Perdrix (Mequinensa, Baix Cinca, 1920 - Barcelona, 1980) fou un escriptor i periodista català. Durant la guerra civil espanyola va lluitar amb la lleva del biberó. En acabar la guerra es va exiliar a França, però va tornar a Barcelona i s'integrà en el Front Universitari del FNC. El 1946 fou un dels promotors a l'interior del Moviment Socialista de Catalunya. Fou detingut el 1958 per la policia franquista amb 16 militants més del partit. El 1966 s'alineà amb el sector de Josep Pallach i s'integrà en el PSC-Reagrupament.
Com a escriptor, va especialitzar-se en divulgació històrica i documentació gràfica. El 1968 va fundar la revista Historia y Vida i col·laborar als periòdics Serra d'Or, Avui, La Vanguardia, Tele/eXpres i El Correo Catalán. També va traduir al català Crist s'ha aturat a Èboli, de Carlo Levi (1964).

## Obres
- Història gràfica de la Catalunya contemporània (1888-1931), en tres volums
  - "De l'Exposició Universal a Solidaritat Catalana (1888-1907)". Volum I, 1a edició, any 1974. Edicions 62
  - "De Solidaritat Catalana a la Mancomunitat (1908-1916)". Volum II, Edicions 62
  - "De l'Assemblea de Parlamentaris al 14 d'abril de 1931 (1917-1931)". Volum III, Edicions 62

- Història gràfica de la Catalunya autònoma (1931-1939), en dos volums:
  - "La pau. Del 14 d'abril de 1931 al 19 de juliol de 1936". Volum I, Edicions 62
  - "La guerra. Del 19 de juliol de 1936 a l'11 de febrer de 1939". Volum II, Edicions 62

- Història gràfica de Catalunya sota el règim franquista (1939-1975). 1a edició any 1980. Edicions 62
- Els sis volums de Història gràfica de Catalunya (de 1888 a 1975) es van reeditar en quatre volums parcialment modificats i amb títols diferents:
- La cultura contemporània a Catalunya
- Història de Catalunya en imatges (1888-1931)
- La Generalitat de Catalunya en la història
- Imatges de la Catalunya autònoma
- L'hospital clínic de Barcelona ahir i avui
- Dietari de guerra (1938-1939) (1980)